# Sandy & Papo
Sandy & Papo MC, a veces MC Papo & Sandy MC  o Sandy & Papo, fue un dúo de merengue house y hip-hop dominicano. Estaba conformado por Sandy Carriello "Sandy MC" y Luis Deschamps "Papo MC", ambos oriundos de República Dominicana, aunque tuvieron residencia temporal en Venezuela. El dúo fue creado por Nelson Zapata y Pavel de Jesús, después de que Sandy y Luis asistieran a una audición para ser parte de Proyecto Uno, quienes empezaron la fiebre por el merenhouse, house-merengue o merengue-hip hop, ritmo surgido en Nueva York que fusionaba el merengue dominicano con elementos del hip hop, house y otros géneros bailables..
De este movimiento surgieron otras agrupaciones como Fulanito, Ilegales, Calle Ciega, El Símbolo, Hijos de la Calle, Zona 7, King África, Banda La Bocana, entre otros. 
Sandy & Papo MC realizaron una versión en merenhouse del popular house "I Like To Move It" ("Mueve Mueve"). También fueron creadores de la canción "Huelepega", que sirvió para promocionar la película venezolana del mismo nombre, dirigida por Elia Schneider. El 14 de febrero de 1999 se presentaron en el XL Festival de Viña del Mar, en el cual, pusieron a bailar al público con sus temas rítmicos y pegajosos. En dicho festival fueron galardonados con Antorchas y Gaviotas de Oro y Plata.
El grupo llegó a su fin cuando el 11 de julio de 1999, Luis Deschamps (Papo MC) falleció en un accidente automovilístico. En 2000 Sandy MC siguió como solista y lanzó el tema "Homenaje a Papo", en tributo a su recordado compañero del dúo. 
El 23 de diciembre de 2020, Sandy MC murió a los 48 años a causa de un infarto fulminante.

## Discografía
| Título          | Año de publicación |
| Sandy & Papo MC | 1996               |
| Otra Vez        | 1997               |
| The Remix Album | 1998               |

## Sencillos
| Canción                                                            | Álbum           |
| Hora de Bailar El Mueve Mueve La Chica Sexy Bueno Pa' Gozá Candela | Sandy y Papo MC |
| El Alacrán La Movida La Fiesta                                     | Otra Vez        |

## Soundtracks
En 1999, "Huelepega" fue el tema principal de la película Venezolana Huelepega: Ley de la calle.
En 2006, la película australiana Happy Feet incluyó partes del tema "Candela".